# Pupazzi senza gloria
Pupazzi senza gloria (The Happytime Murders) è un film del 2018 diretto da Brian Henson con protagonista Melissa McCarthy.
Il film è un live action che vede protagonisti sia umani che marionette.

## Trama
Nella tranquilla città di Los Angeles, i pupazzi convivono quotidianamente con gli umani, ma sono discriminati e trattati da emarginati. Phil Phillips è stato il primo pupazzo a divenire poliziotto al LAPD, prima di venire licenziato, e ora lavora come investigatore privato insieme a una segretaria umana di nome Bubbles. Un giorno, Phil riceve un incarico da parte di Sandra White, un altro pupazzo, che gli chiede di scoprire l'identità di una persona che la sta minacciando.
Seguendo una pista, finisce in un negozio porno gestito da pupazzi, ma mentre investiga in una sala, interviene un individuo ignoto che uccide tutti gli altri presenti, incluso Augustus Pasticcione, ex-membro del cast della sitcom L'Allegra Combriccola. La polizia arriva sul posto e Phil rivede il suo ex-collega, il detective Connie Edwards, una donna umana. Si scopre che dodici anni prima, Edwards si trovava sotto tiro da un burattino, e Phil, nel tentativo di salvarlo, mancò il bersaglio e uccise invece un pupazzo innocente di fronte alla figlioletta; con la testimonianza di Edwards, fu promulgata una legge che precluse i pupazzi ai corpi di polizia, da qui il licenziamento di Phil. Quando Larry, il fratello di Phil e altro membro della L'Allegra Combriccola, viene sbranato da dei cani rilasciati nella sua casa, Phil decide controvoglia di collaborare con Edwards per trovare l'assassino.
Sospettando che qualcuno stia uccidendo i membri dell'Allegra Combriccola per ricevere una grande somma di denaro in riscatto nel caso la sitcom venga messa sotto sindacato, Phil ed Edwards rintracciano Lyle, un pupazzo antropomorfo dalla pelle viola, divenuto un signore della droga. Dopo che viene rivelato che Phil aveva salvato Edwards dandole un fegato di pupazzo trapiantatole artificialmente, Lyle viene ucciso in una sparatoria di fronte a Phil. Quest'ultimo è costretto ad assistere impotente anche alla morte di Jenny Peterson, l'unica umana dell'Allegra Combriccola e sua ex-fidanzata, la cui macchina salta per aria; vedendo Phil abbandonare la scena, la polizia lo ritiene responsabile degli omicidi. Nascostosi nell'appartamento di Edwards, vi trova il cadavere di Grullo, altro membro dell'Allegra Combriccola, morto di overdose di saccarosio, mentre gli ultimi due membri rimasti, i cugini sposati Ezra e Cara, sono stati mutilati in casa loro. Giunta sul posto, l'FBI arresta Phil ed Edwards. Nella sala d'interrogatorio, Sandra rivela che si è sposata con Jenny, e dichiara che Phil ha ucciso la moglie e gli altri membri dell'Allegra Combriccola per tenersi Sandra per sé.
Rimossa dall'incarico, Edwards si fa aiutare da Bubbles per scagionare Phil. Le due irrompono in casa di Sandra e scoprono una stanza segreta contenente piani per uccidere i membri dell'Allegra Combriccola e incastrare Phil; notando inoltre una foto del pupazzo che Phil uccide accidentalmente anni prima, Edwards capisce che Sandra è la figlia della vittima e si vuole vendicare di Phil. Bubbles attiva però per sbaglio una trappola che scatena un incendio dalla quale le due scappano, mentre le prove vanno perdute. Edwards raggiunge Phil nella sua cella e lo aiuta a evadere, e i due raggiungono l'aeroporto, dove si trova una Sandra intenta a fuggire con i soldi del riscatto della sitcom. Phil le chiede scusa per la morte del padre, e le domanda perché uccide i membri dell'Allegra Combriccola nonostante la colpa fosse soltanto sua, al che Sandra risponde che voleva semplicemente godersi la sofferenza di Phil. Si scopre inoltre che Jenny è ancora viva, avendo inscenato la sua morte, ed è in combutta (e in coppia) con Sandra. Dopo che Phil rivela tutta la storia di Sandra, quest'ultima tramortisce Jenny per prendersi tutto il denaro, quindi tiene Edwards sotto tiro, mettendo Phil nella stessa situazione di dodici anni prima: stavolta, però, Phil spara al bersaglio giusto e riesce a uccidere Sandra.
Il tenente Bannings, capo di Edwards, si congratula con la coppia, riabilita Edwards e convince il sindaco a rimuovere il bando dei pupazzi dai corpi di polizia. Phil, tornato al posto che aveva perduto anni prima, si fidanza con Bubbles.

## Personaggi

### Umani
- Connie Edwards, interpretata da Melissa McCarthy: detective di polizia, in precedenza collega poliziotta di Phil. Proprio a causa di quest'ultimo, ha un fegato da pupazzo ed è dipendente dallo zucchero, la droga dei pupazzi. Alla fine riprenderà il suo vecchio incarico e si rinconcilierà con Phil.
- Bubbles, interpretata da Maya Rudolph: l'ottimista e tenera segretaria di Phil, innamorata di lui. Non indossa mutande e alla fine riuscirà ad ottenere un appuntamento con il suo ex-capo.
- Tenente Banning, interpretato da Leslie David Baker: tenente di polizia, superiore di Edwards, ben disposto nei confronti di Phil.
- Jenny Peterson, interpretata da Elizabeth Banks: ex-fidanzata di Phil, ballerina di burlesque e moglie di Sandra, anche lei bisessuale. Era l'unica umana della sitcom. Anche se all'inizio fosse stata uccisa dall'esplosione della sua auto, in realtà si trattava di un bluff e rivela di essere in combutta con Sandra, che però la tradirà dopo averla tramortita con una valigia.
- Ronovan Scargle, interpretato da Michael McDonald: l'amministratore delegato dell'emittente televisiva che mandava in onda "L'Allegra Combriccola". Oltre ad essere un individuo spregevole considera i pupazzi degli stupidi senza cervello.
- Agente Campbell, interpretato da Joel McHale: un severo, arrogante e stupido agente dell'FBI convinto della colpevolezza di Phil.

### Pupazzi
- Philip Phillips, detto Phil: un ex agente di polizia, il primo pupazzo poliziotto, caduto in disgrazia e ora investigatore privato. Cinico e disilluso ma anche, a modo suo, gentile e amichevole, indaga sul caso degli omicidi degli ex-membri dell'Allegra Combriccola per poi venire riammesso nel corpo di polizia alla fine del film. Ha un rapporto conflittuale con l'ex-partner Edwards, ma alla fine i due si chiariranno e torneranno ad essere partner e amici e troverà il coraggio di chiedere alla sua dolce segretaria Bubbles di uscire insieme.
- Sandra White: pupazza bisessuale dai capelli lunghi, lisci e rossi (viola e ricci da giovane), con una natura ninfomane, psicopatica e manipolatrice. Figlia di un pupazzo ucciso per sbaglio da Phil, per vendicarsi elimina tutti i membri del cast della sitcom e lo incastra facendolo finire in galera. Verrà in seguito uccisa proprio da Phil, che le spara alla testa per salvare la vita a Connie.
- Augustus Pasticcione: un coniglio bianco, nella sitcom "L'Allegra Combriccola" interpretava un postino. Divenuto un pornomane, verrà ucciso in un sexy shop per pupazzi gestito da Vinny, con un colpo di fucile mentre cercava di andarsene (per distrazione si è fatto scoprire).
- Larry Phillips: fratello maggiore di Phil, nella sitcom "L'Allegra Combriccola" interpretava l'Agente Marpione (in originale Shenanigans). Dopo la fine dello show televisivo si è fatto candeggiare la pelle blu e una rinoplastica. Mentre sta rivedendo il filmato della festa di fine riprese della serie in compagnia di una ragazza, vengono fatti entrare dei cani in casa sua che lo uccidono dilaniandolo. Phil accetterà di lavorare al caso dell'Allegra Combriccola principalmente per vendicare suo fratello.
- Lyle: un uomo dalla pelle viola; nella sitcom "L'Allegra Combriccola" interpretava un allenatore sportivo. Dapprima "rigava dritto come una stecca da biliardo", ma poi è diventato un potente signore della droga, finendo spesso nei guai con la legge. Troverà la morte insieme a due suoi uomini, fucilato in un vicoletto fuori dal suo covo nel ghetto dei pupazzi criminali.
- Grullo: uno strano essere antropomorfo con la pelliccia marrone, nella sitcom "L'Allegra Combriccola" interpretava un tuttofare. Diventato un senzatetto drogato di zucchero, Edwards lo troverà sotto l'effetto della droga dei pupazzi in preda al delirio. Muore per overdose di saccarosio e viene portato in mare buttandolo in un water e tirando lo sciacquone.
- Ezra e Cara: due cugini innamorati, dopo la fine della sitcom si sono sposati e hanno avuto due figli deformi e con problemi psicologici, ritirandosi a vivere isolati in una casa nel bel mezzo del deserto californiano. Verranno in seguito uccisi anche loro da Sandra, che li sorprende nel loro letto.
- Vinny: un avvoltoio amico di Phil che gestisce un sex shop per pupazzi. Siccome la pornografia online gli rovina gli affari, per un po' di soldi in più gira film a luci rosse nel retro del negozio. Verrà ucciso nel suo stesso negozio insieme ai porno attori che giravano con un colpo alla testa, nonostante avesse una pistola per autodifesa.

## Produzione
Le riprese del film sono iniziate a Los Angeles l'11 settembre 2017.

## Promozione
Il primo trailer del film viene diffuso il 18 maggio 2018.

## Distribuzione
La pellicola, inizialmente programmata per il 17 agosto 2018, è stata distribuita nelle sale cinematografiche statunitensi a partire dal 24 agosto ed in quelle italiane dal 18 ottobre dello stesso anno.

## Accoglienza

### Critica
Il film è stato stroncato dalla critica. Sul sito aggregatore Rotten Tomatoes riceve il 23% delle recensioni professionali positive, con un voto medio di 3,8 su 10, basato su 248 critiche, mentre su Metacritic ottiene un punteggio del 27 su 100, basato su 47 critiche.
Ai Razzie Awards 2018 il film ha ottenuto cinque candidature, vincendo il premio per la peggior attrice protagonista, a Melissa McCarthy.